# Sanda Ladoşi
Sanda Ladoşi (født d. 2. januar 1970) er en rumænsk sanger, som repræsenterede Rumænien ved Eurovision Song Contest 2004, med sangen "I admit", som fik en 18. plads.